# Le Plessis-Grimoult
Pour les articles homonymes, voir Plessis (homonymie).
Le Plessis-Grimoult est une ancienne commune française, devenue le 1er janvier 2017 une commune déléguée au sein de la commune nouvelle de Les Monts d'Aunay. Le Plessis-Grimoult est situé dans le Pays du Bocage virois et le département du Calvados en région Normandie ; la commune est peuplée de 321 habitants.

## Géographie
La commune est aux confins du Bocage virois, près de la Suisse normande et de la plaine de Caen. Son bourg est à 8 km au sud d'Aunay-sur-Odon, à 12 km à l'ouest de Thury-Harcourt, à 15 km au nord de Condé-sur-Noireau et à 28 km au nord-est de Vire.
Le point culminant de la commune (361/363 m) est celui du département, le mont Pinçon, situé au nord-ouest du territoire. Le point le plus bas (200 m) correspond à la sortie du ruisseau de Cresme du territoire, au sud-est ; la sortie du ruisseau des Vaux au sud-ouest est à peine plus élevée. La commune est en majorité bocagère, et forestière sur les hauteurs du mont Pinçon.
| Roucamps                                   | Roucamps                                   | Roucamps                                                             |
| Saint-Jean-le-Blanc                        | du Plessis-Grimoult                        | Campandré-Valcongrain                                                |
| Condé-en-Normandie (comm. dél. de Lénault) | Condé-en-Normandie (comm. dél. de Lénault) | Cauville, Condé-en-Normandie (comm. dél. de Saint-Pierre-la-Vieille) |

## Toponymie
Le nom de la localité est d'abord attesté par le nom d'un personnage sous les formes Grimout del Plesseiz en 1046-1047 (Wace, Roman de Rou), puis directement Plaissiez...[quae omnia tenuit Grimoldus] en 1074 (Marchegay, Saint-Florent 33) ; Plaissitium en 1114-1133 (Chanteux 94) ; Pleisiz Grimoldi en 1106-1135 ; Plesseium Grimoldi en 1135,.
Si le vocable plaissié signifie « enclos formé de branches entrelacées », sa variante plessis désigne le plus souvent un château. Il se réfère probablement dans ce cas à la motte castrale située à cet endroit.
L'élément -Grimoult est un nom de personne, aujourd’hui patronyme, attesté uniquement en Normandie à une époque ancienne semble-t-il et notamment dans le Calvados. On le retrouve peut-être également dans Grimouville (Grimouvilla 1056 - 1066) dans le département voisin de la Manche.
François de Beaurepaire explique l'élément -Grimoult par le nom de personne francique Grimoaldus, anthroponyme porté par différents personnages historiques. En l'occurence, il se réfère à un personnage bien attesté, à savoir Grimou[l]t du Plessis. Il est réputé pour sa participation à la bataille de Val-ès-Dunes où Guillaume le Conquérant le défit. 
Le gentilé est Grimoultais.

## Histoire

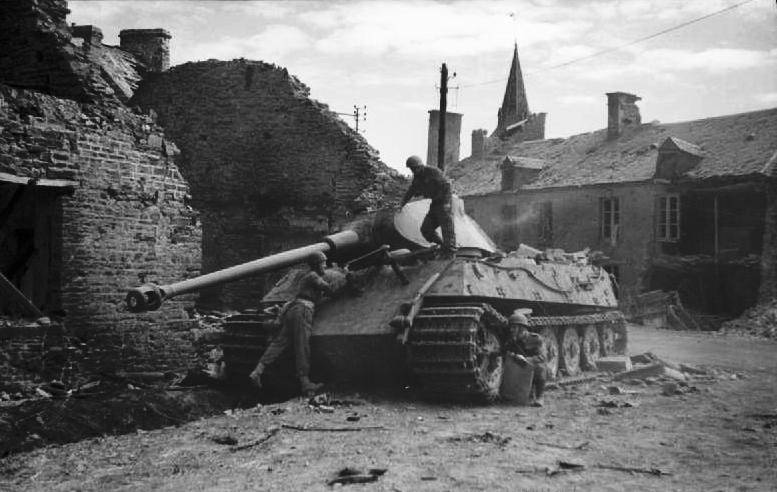
Soldats britanniques inspectant un char allemand Tigre royal mis hors de combat dans une rue du Plessis-Grimoult.

Présence d’une enceinte fortifiée médiévale au Plessis-Grimoult.
Pendant la bataille de Normandie, le 7 août 1944, les troupes britanniques du cinquième bataillon du Duke of Cornwall's Light Infantry appuyé par la 43rd British Infantry Division Wessex entrent dans Le Plessis-Grimoult et y découvrent l’épave d’un char allemand Tigre royal. Une stèle commémore cette libération du village.

## Politique et administration
| Période                                  | Période       | Identité                  | Étiquette | Qualité                |
| ---------------------------------------- | ------------- | ------------------------- | --------- | ---------------------- |
| Les données manquantes sont à compléter. |               |                           |           |                        |
|                                          | 1927          | Julien Moisson            |           |                        |
|                                          |               |                           |           |                        |
| juin 1995                                | avril 2010    | Henri Lenvoisé            | SE        | Retraité (agriculteur) |
| mai 2010                                 | mars 2014     | Nathalie Grard            | SE        |                        |
| mars 2014                                | décembre 2016 | Agnès Leneveu-Le Rudulier | SE        | Infirmière retraitée   |

Le conseil municipal était composé de onze membres dont le maire et deux adjoints.

## Démographie
L'évolution du nombre d'habitants est connue à travers les recensements de la population effectués dans la commune depuis 1793. À partir du 1er janvier 2009, les populations légales des communes sont publiées annuellement dans le cadre d'un recensement qui repose désormais sur une collecte d'information annuelle, concernant successivement tous les territoires communaux au cours d'une période de cinq ans. 
Pour les communes de moins de 10 000 habitants, une enquête de recensement portant sur toute la population est réalisée tous les cinq ans, les populations légales des années intermédiaires étant quant à elles estimées par interpolation ou extrapolation. Pour la commune, le premier recensement exhaustif entrant dans le cadre du nouveau dispositif a été réalisé en 2005,.
En 2021, la commune comptait 321 habitants, en évolution de −0,93 % par rapport à 2015 (Calvados : +1,58 %, France hors Mayotte : +2,49 %).
Au premier recensement républicain, en 1793, Le Plessis-Grimoult comptait 1 002 habitants, population jamais atteinte depuis.
| 1793  | 1800 | 1806 | 1821 | 1831 | 1836 | 1841 | 1846 | 1851 |
| ----- | ---- | ---- | ---- | ---- | ---- | ---- | ---- | ---- |
| 1 002 | 820  | 868  | 869  | 875  | 820  | 771  | 780  | 757  |

| 1856 | 1861 | 1866 | 1872 | 1876 | 1881 | 1886 | 1891 | 1896 |
| ---- | ---- | ---- | ---- | ---- | ---- | ---- | ---- | ---- |
| 756  | 718  | 720  | 654  | 657  | 660  | 614  | 595  | 585  |

| 1901 | 1906 | 1911 | 1921 | 1926 | 1931 | 1936 | 1946 | 1954 |
| ---- | ---- | ---- | ---- | ---- | ---- | ---- | ---- | ---- |
| 561  | 544  | 515  | 435  | 444  | 402  | 411  | 396  | 327  |

| 1962 | 1968 | 1975 | 1982 | 1990 | 1999 | 2005 | 2010 | 2015 |
| ---- | ---- | ---- | ---- | ---- | ---- | ---- | ---- | ---- |
| 370  | 358  | 331  | 300  | 292  | 310  | 348  | 359  | 324  |

| 2018 | - | - | - | - | - | - | - | - |
| ---- | - | - | - | - | - | - | - | - |
| 331  | - | - | - | - | - | - | - | - |

## Culture locale et patrimoine

### Lieux et monuments
- Prieuré Saint-Étienne fondé en 1131, dont l'église priorale est en ruine. Son jardin fortifié du XIVe siècle est classé au titre des monuments historiques[17].
- Église paroissiale Saint-Étienne en partie du XIIe siècle.
- Ruines du château du Plessis-Grimoult. Le site a été exploré entre 1967 et 1971 par l'archéologue Élisabeth Zadora-Rio. Trois phases de construction ont été mises en évidence : la première correspond à la présence d'un habitat rural dès le milieu du Xe siècle ; cet ensemble primitif est ceint, vers l'an mille, d'une légère enceinte de terre de 2 mètres de haut, précédée d'un fossé de 4,50 mètres[Note 3]. La phase III, voit le renforcement du rempart de terre, avec l'édification à son sommet d'une muraille en pierre et l'érection également en pierre d'une solide tour-porte avec un niveau. Le site semble être abandonné au milieu du XIe siècle[18].
- Station radar allemande détruite.
- Stèle commémorant la libération de la commune par le 5e bataillon du Duke of Cornwall's Light Infantry et la 43e division d'infanterie britannique[19].
- Le mont Pinçon et son pylône TDF.

- Monument à la mémoire des combattants des 13th et 18th Royal Hussars (opération Bluecoat), au mont Pinçon[19].
- Camp romain au lieu-dit la Bruyère du Plessis. Structure rectangulaire de 77 × 64 mètres avec vallum et fossés[20].
- Calvaire sur la route départementale 54.

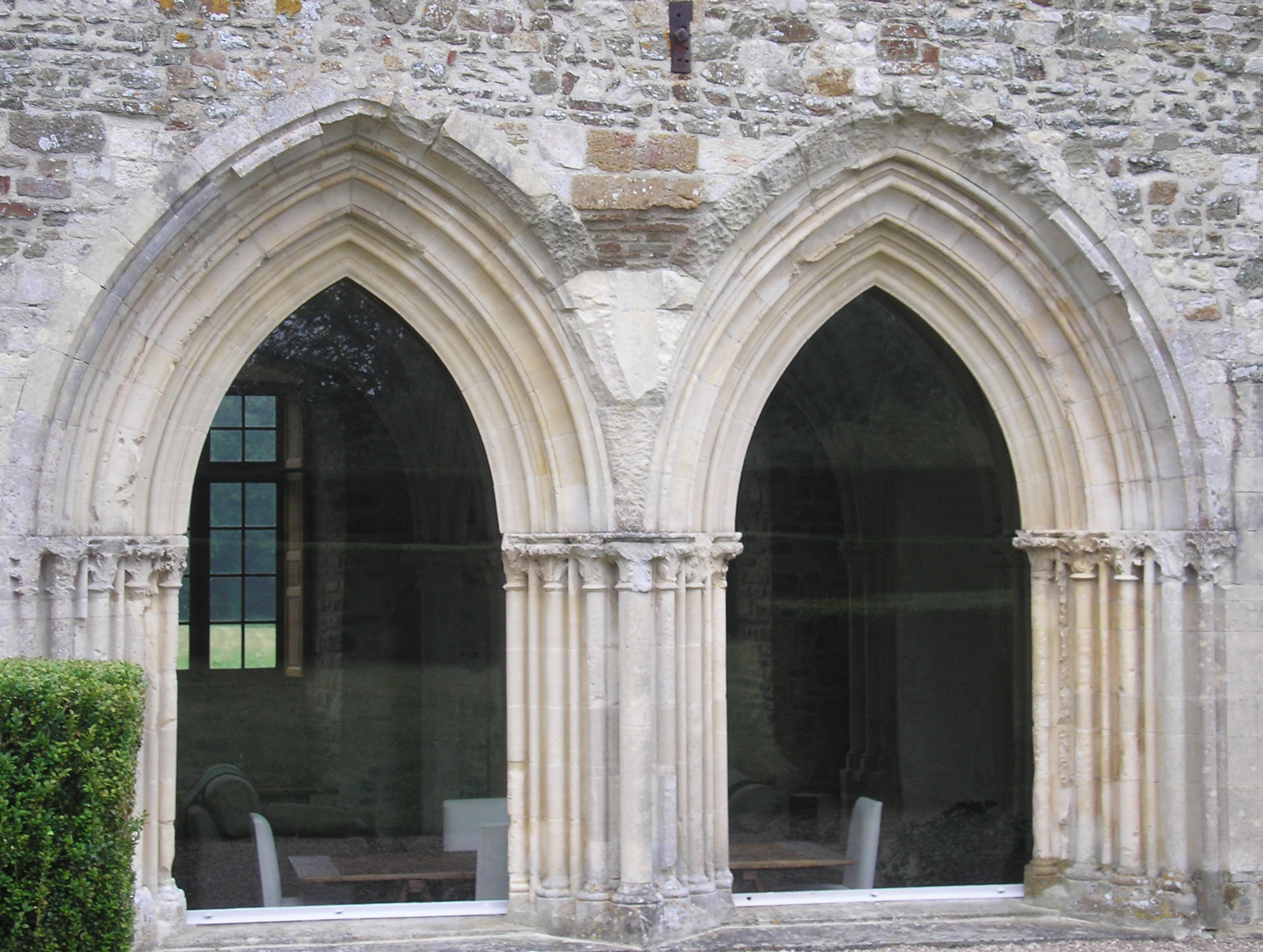
Les arcs de la salle capitulaire du prieuré.
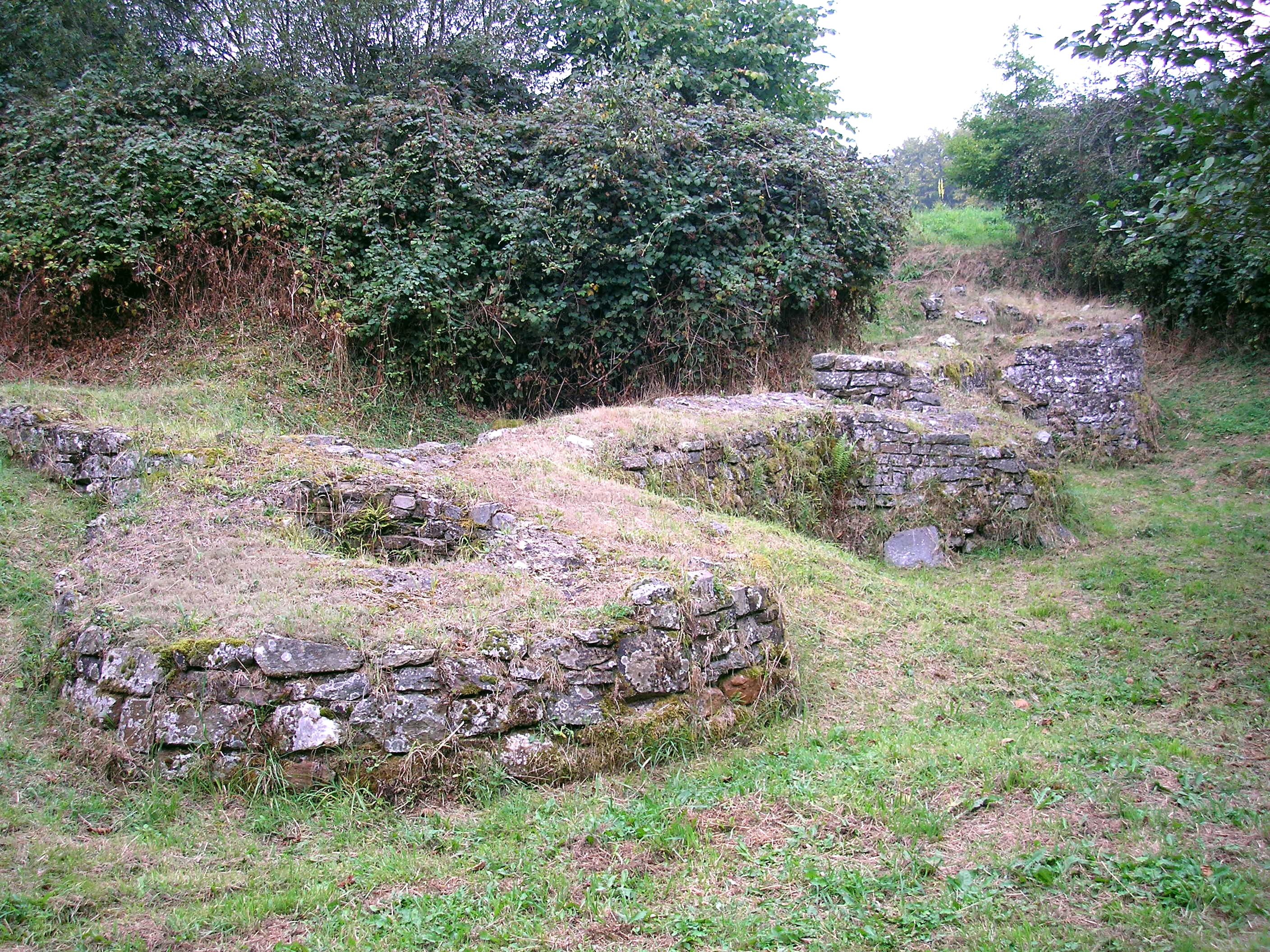
Le jardin fortifié.
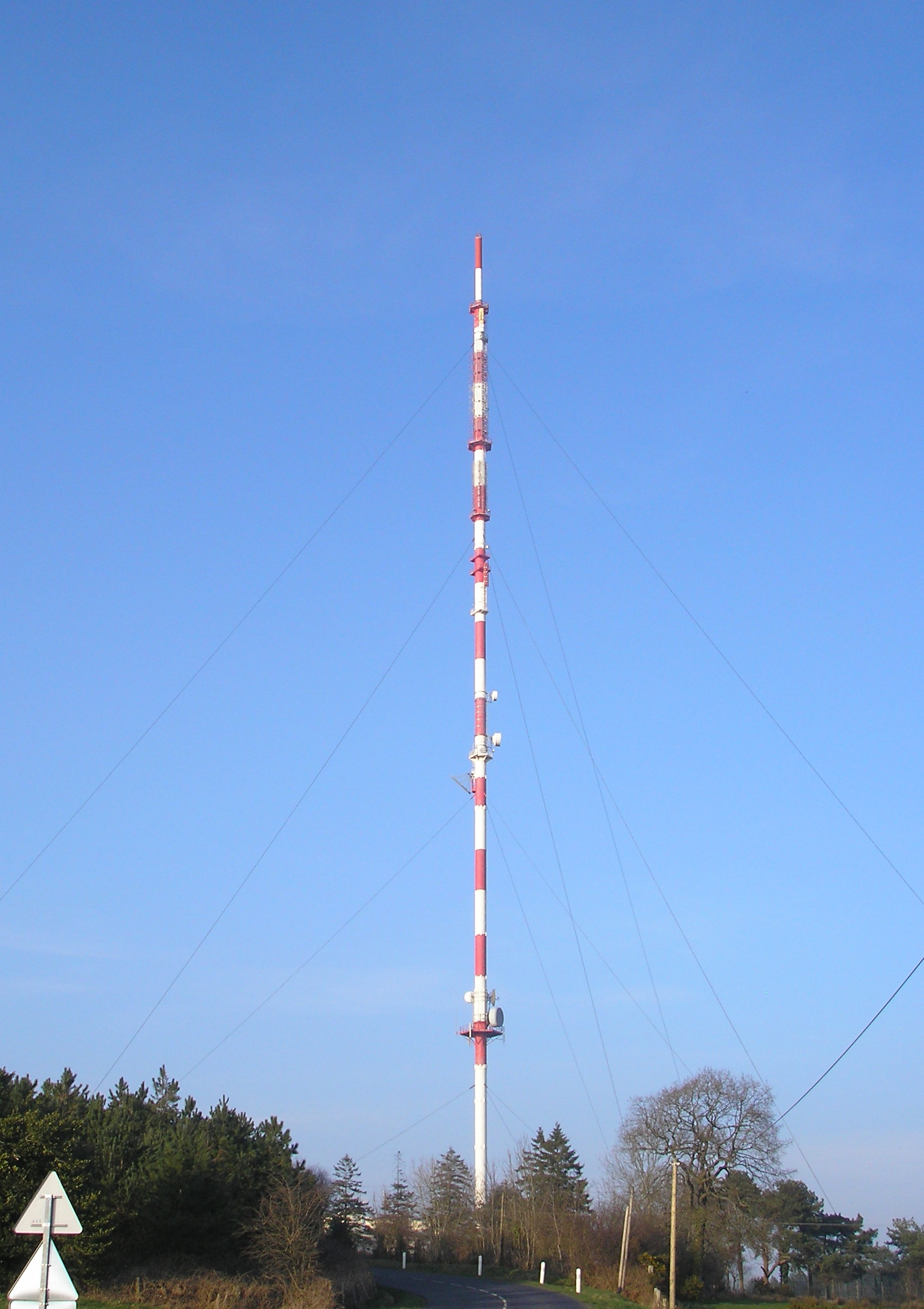
Le pylône du mont Pinçon.
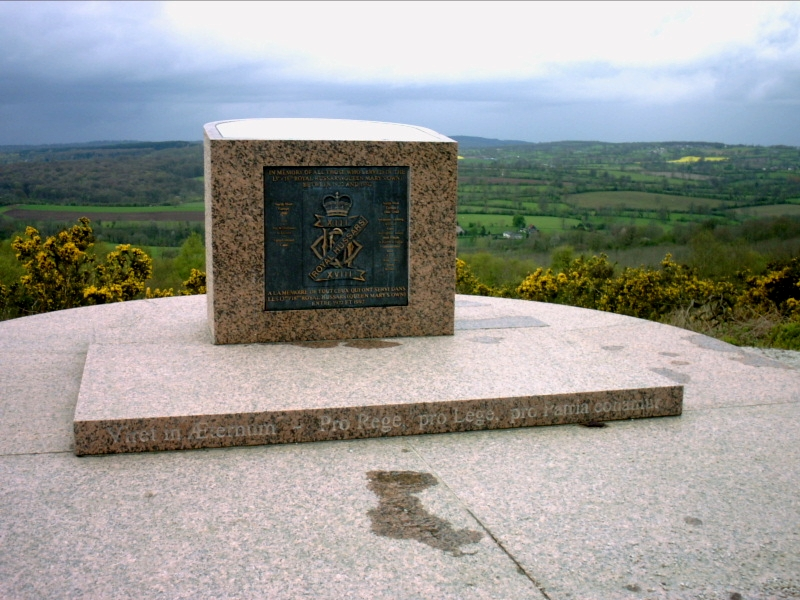
Le monument des 13th et 18th Royal Hussars.

### Personnalités liées à la commune
- Le baron Grimoult du Plessis (XIe siècle), l'un des participants au complot contre Guillaume le Bâtard, vaincu à la bataille de Val-ès-Dunes.
- Aleksander Chudek (1914 - Le Plessis-Grimoult, 1944), pilote de chasse polonais.

### Héraldique
| Blason de Le Plessis-Grimoult | Blason  | De sable fretté d'argent entre-semé de grillets d'or. |
| Blason de Le Plessis-Grimoult | Détails | Le statut officiel du blason reste à déterminer.      |